# Slalomvärldsmästerskapen i kanotsport 2003
Slalomvärldsmästerskapen i kanotsport 2003 anordnades i Augsburg, Tyskland. 

## Medaljsummering

### Medaljtabell
| Pl.    | Nation         | Guld | Silver | Brons | Totalt |
| ------ | -------------- | ---- | ------ | ----- | ------ |
| 1      | Tjeckien       | 3    | 1      | 1     | 5      |
| 2      | Slovakien      | 2    | 0      | 1     | 3      |
| 3      | Tyskland       | 1    | 3      | 2     | 6      |
| 4      | Frankrike      | 1    | 2      | 0     | 3      |
| 5      | Schweiz        | 1    | 0      | 0     | 1      |
| 6      | Kanada         | 0    | 1      | 0     | 1      |
| 6      | Nederländerna  | 0    | 1      | 0     | 1      |
| 8      | Österrike      | 0    | 0      | 1     | 1      |
| 8      | Polen          | 0    | 0      | 1     | 1      |
| 8      | Storbritannien | 0    | 0      | 1     | 1      |
| 8      | USA            | 0    | 0      | 1     | 1      |
| Totalt | Totalt         | 8    | 8      | 8     | 24     |

### Herrar
| Gren    | Guld | Poäng  | Silver                                                                                        | Poäng  | Brons                                                                                                   | Poäng  |
| C-1     | Michal Martikán (SVK)                                                                                   | 208,14 | Tony Estanguet (FRA)                                                                          | 209,52 | Stefan Pfannmöller (GER)                                                                                | 212,69 |
| C-1 lag | Slovakien Alexander Slafkovský Juraj Minčík Michal Martikán                                             | 212,24 | Frankrike Tony Estanguet Emmanuel Brugvin Patrice Estanguet                                   | 213,92 | Tjeckien Tomáš Indruch Jan Mašek Stanislav Ježek                                                        | 214,41 |
| C-2     | Tyskland Marcus Becker Stefan Henze                                                                     | 214,52 | Tjeckien Jaroslav Volf Ondřej Štěpánek                                                        | 221,66 | Slovakien Pavol Hochschorner Peter Hochschorner                                                         | 225,17 |
| C-2 lag | Tjeckien Jaroslav Volf & Ondřej Štěpánek Jaroslav Pospíšil & Jaroslav Pollert Marek Jiras & Tomáš Máder | 234,99 | Tyskland Marcus Becker & Stefan Henze Andre Ehrenberg & Michael Senft Kay Simon & Robby Simon | 237,74 | Polen Andrzej Wójs & Sławomir Mordarski Jarosław Miczek & Wojciech Sekuła Marcin Pochwała & Paweł Sarna | 256,24 |
| K-1     | Fabien Lefèvre (FRA)                                                                                    | 197,88 | David Ford (CAN)                                                                              | 199,69 | Helmut Oblinger (AUT)                                                                                   | 199,70 |
| K-1 lag | Schweiz Thomas Mosimann Mathias Röthenmund Michael Kurt                                                 | 211,71 | Nederländerna David Backhouse Floris Braat Sam Oud                                            | 213,80 | Tyskland Thilo Schmitt Thomas Schmidt Claus Suchanek                                                    | 216,17 |

### Damer
| Gren    | Guld                                                          | Poäng  | Silver                                               | Poäng  | Brons                                                     | Poäng  |
| K-1     | Štěpánka Hilgertová (CZE)                                     | 224,02 | Jennifer Bongardt (GER)                              | 226,81 | Rebecca Giddens (USA)                                     | 228,10 |
| K-1 lag | Tjeckien Štěpánka Hilgertová Vanda Semerádová Irena Pavelková | 251,76 | Tyskland Jennifer Bongardt Claudia Bär Mandy Planert | 253,84 | Storbritannien Helen Reeves Heather Corrie Laura Blakeman | 256,35 |